# Кубок обладателей кубков ЕКВ среди женщин 1973/1974
2-й розыгрыш Кубка обладателей кубков ЕКВ среди женщин проходил с ноября 1973 по 13 марта 1974 года с участием 12 клубных команд стран-членов Европейской конфедерации волейбола. Победителем во 2-й раз подряд стала советская команда ЦСКА (Москва).

## Команды-участницы
| Страна       | Команда                         |
| ------------ | ------------------------------- |
| Бельгия      | «Хермес» (Остенде)              |
| Бельгия      | «Академик» (София)              |
| Венгрия      | «Спартакус» (Будапешт)          |
| ГДР          | «Трактор» (Шверин)              |
| Италия       | «Орландини» (Реджо-нель-Эмилия) |
| Нидерланды   | «Хааг’68» (Гаага)               |
| Польша       | АЗС (Варшава)                   |
| Португалия   | «Лейшойнш» (Матозиньюш)         |
| Румыния      | «Динамо» (Бухарест)             |
| СССР         | ЦСКА (Москва)                   |
| Турция       | «Фенербахче» (Стамбул)          |
| Чехословакия | «Руда Гвезда» (Прага)           |

## Система проведения розыгрыша
В турнире принимают участие команды 12 стран-членов ЕКВ (представители национальных чемпионатов или Кубков своих стран). Турнир состоит из двух раундов плей-офф и финального этапа. В раундах плей-офф команды делятся на пары и проводят между собой по два матча с разъездами. Победителем пары выходит команда, одержавшая две победы. В случае равенства побед победителем становится команда, имеющая лучшее соотношение партий по сумме обоих матчей. В случае равенства и этого показателя в дальнейшую стадию плей-офф выходит команда, имеющая лучшее соотношение игровых очков (мячей) по сумме матчей.
8 команд-участниц четвертьфинала плей-офф определяют четырёх участников финального этапа.
Финальный этап состоит из однокругового турнира, по результатам которого определяется итоговая расстановка мест.

## 1/8 финала
ноябрь 1973 — январь 1974
 «Спартакус» (Будапешт) —  ЦСКА (Москва)
26 ноября. 0:3 (0:15, 2:15, 7:15).
28 ноября. 0:3 (11:15, 2:15, 7:15).
 «Орландини» (Реджо-нель-Эмилия) —  «Хааг’68» (Гаага)
17 ноября. 2:3 (12:15, 15:5, 15:12, 6:15, 5:15).
25 ноября. 1:3 (8:15, 15:13, 9:15, 4:15).
 «Трактор» (Шверин) —  «Академик» (София)
4 января. 3:2 (5:15, 15:5, 14:16, 15:7, 15:6).
19 января. 0:3 (8:15, 11:15, 9:15).
 «Лейшойнш» (Матозиньюш) —  «Фенербахче» (Стамбул)
.. ноября. ?:?
24 ноября. 0:3 (8:15, 1:15, 9:15).
От участия в 1/8 финала освобождены:
 «Хермес» (Остенде)

 АЗС (Варшава)

 «Динамо» (Бухарест)

 «Руда Гвезда» (Прага)

## Четвертьфинал
февраль 1974
 ЦСКА (Москва) —  «Хааг’68» (Гаага)
16 февраля. 3:0 (15:9, 15:3, 15:7).
24 февраля. 3:0 (15:3, 15:4, 15:9).
 «Руда Гвезда» (Прага) —  «Академик» (София)
9 февраля. 3:0 (15:5, 15:5, 15:8).
16 февраля. 3:0 (15:1, 15:9, 15:3).
 «Динамо» (Бухарест) —  «Фенербахче» (Стамбул)
.. февраля. 3:0.
.. февраля. ?:?
 «Хермес» (Остенде) —  АЗС (Варшава)
8 февраля. 0:3 (7:15, 9:15, 6:15).
9 февраля. 0:3.

## Финал четырёх
11—13 марта 1974.  Осиек.
Участники:
 АЗС (Варшава)

 «Динамо» (Бухарест)

 ЦСКА (Москва)

 «Руда Гвезда» (Прага)

### Результаты
| М | Команда               | 1   | 2   | 3   | 4   | И | В | П | С/П | О |
| - | --------------------- | --- | --- | --- | --- | - | - | - | --- | - |
| 1 | ЦСКА (Москва)         |     | 3:0 | 3:0 | 3:1 | 3 | 3 | 0 | 9:1 | 6 |
| 2 | «Руда Гвезда» (Прага) | 0:3 |     | 3:2 | 3:0 | 3 | 2 | 1 | 6:5 | 5 |
| 3 | «Динамо» (Бухарест)   | 0:3 | 2:3 |     | 3:0 | 3 | 1 | 2 | 5:6 | 4 |
| 4 | АЗС (Варшава)         | 1:3 | 0:3 | 0:3 |     | 3 | 0 | 3 | 1:9 | 3 |

|        |                      |     |         |        |       |  |  |
|        |                      |     |         |        |       |  |  |
| 11.03. | ЦСКА — Динамо        | 3:0 |         |        |       |  |  |
| 11.03. | Руда Гвезда — АЗС    | 3:0 | (15:1,  | 15:7,  | 15:5) |  |  |
| 12.03. | ЦСКА — Руда Гвезда   | 3:0 | (15:7,  | 15:12, | 15:6) |  |  |
| 12.03. | Динамо — АЗС         | 3:0 | (15:13, | 15:11, | 15:9) |  |  |
| 13.03. | ЦСКА — АЗС           | 3:1 |         |        |       |  |  |
| 13.03. | Руда Гвезда — Динамо | 3:2 |         |        |       |  |  |

### Итоги

#### Положение команд
| ЦСКА (Москва)         |
| «Руда Гвезда» (Прага) |
| «Динамо» (Бухарест)   |
| 4. АЗС (Варшава)      |